# Quito Challenger 2013
Il Quito Challenger 2013 è stato un torneo di tennis facente parte della categoria ATP Challenger Tour nell'ambito dell'ATP Challenger Tour 2013. È stata la 19ª edizione del torneo che si è giocata a Quito in Ecuador dal 16 al 22 settembre 2013 su campi in terra rossa e aveva un montepremi di $35,000+H .

## Partecipanti singolare

### Teste di serie
| Nazionalità     | Giocatore              | Ranking* | Testa di serie |
| --------------- | ---------------------- | -------- | -------------- |
| Brasile         | João Souza             | 118      | 1              |
| Argentina       | Renzo Olivo            | 201      | 2              |
| Argentina       | Facundo Argüello       | 232      | 3              |
| Argentina       | Marco Trungelliti      | 258      | 4              |
| Colombia        | Carlos Salamanca       | 267      | 5              |
| Rep. Dominicana | Víctor Estrella Burgos | 271      | 6              |
| Stati Uniti     | Chase Buchanan         | 320      | 7              |
| Ecuador         | Emilio Gómez           | 340      | 8              |

- Ranking al 9 settembre 2013.

### Altri partecipanti
Giocatori che hanno ricevuto una wild card:
- Sam Barnett
- Gonzalo Escobar
- Emilio Gómez
- Giovanni Lapentti

Giocatori che sono passati dalle qualificazioni:
- Duilio Beretta
- Iván Endara
- Felipe Mantilla
- Juan-Carlos Spir

## Vincitori

### Singolare
Víctor Estrella Burgos ha battuto in finale  Marco Trungelliti con il punteggio di 2–6, 6–4, 6–4

### Doppio
Kevin King /  Juan-Carlos Spir hanno battuto in finale  Christopher Diaz-Figueroa /  Carlos Salamanca con il punteggio di 7–5, 6(9)–7, [11–9]